# Stratiomys hulli
Stratiomys hulli är en tvåvingeart som beskrevs av Steyskal 1952. Stratiomys hulli ingår i släktet Stratiomys och familjen vapenflugor. Inga underarter finns listade i Catalogue of Life.